# 1946
- Wikisource

| Calendário gregoriano                                                        | 1946 MCMXLVI                        |
| Ab urbe condita                                                              | 2699                                |
| Calendário arménio                                                           | 1395 – 1396                         |
| Calendário bahá'í                                                            | 102 – 103                           |
| Calendário budista                                                           | 2490                                |
| Calendário chinês                                                            | 4642 – 4643 Início a 2 de fevereiro |
| Calendário copta                                                             | 1662 – 1663                         |
| Calendário etíope                                                            | 1938 – 1939                         |
| Calendários hindus - Vikram Samvat - Calendário nacional indiano - Cáli Iuga | 2001 – 2002 1867 – 1868 5046 – 5047 |
| Calendário Holoceno                                                          | 11946                               |
| Calendário islâmico                                                          | 1365 – 1366                         |
| Calendário judaico                                                           | 5706 – 5707 Início a 26 de setembro |
| Calendário persa                                                             | 1324 – 1325 Início a 21 de março    |
| Calendário rúnico                                                            | 2196                                |
| Calendário solar tailandês                                                   | 2489                                |

- Wikisource

| Calendário gregoriano                                                        | 1946 MCMXLVI                        |
| Ab urbe condita                                                              | 2699                                |
| Calendário arménio                                                           | 1395 – 1396                         |
| Calendário bahá'í                                                            | 102 – 103                           |
| Calendário budista                                                           | 2490                                |
| Calendário chinês                                                            | 4642 – 4643 Início a 2 de fevereiro |
| Calendário copta                                                             | 1662 – 1663                         |
| Calendário etíope                                                            | 1938 – 1939                         |
| Calendários hindus - Vikram Samvat - Calendário nacional indiano - Cáli Iuga | 2001 – 2002 1867 – 1868 5046 – 5047 |
| Calendário Holoceno                                                          | 11946                               |
| Calendário islâmico                                                          | 1365 – 1366                         |
| Calendário judaico                                                           | 5706 – 5707 Início a 26 de setembro |
| Calendário persa                                                             | 1324 – 1325 Início a 21 de março    |
| Calendário rúnico                                                            | 2196                                |
| Calendário solar tailandês                                                   | 2489                                |

1946 (MCMXLVI, na numeração romana) foi um ano comum do século XX que começou numa terça-feira, segundo o calendário gregoriano. A sua letra dominical foi F. A terça-feira de Carnaval ocorreu a 5 de março e o domingo de Páscoa a 21 de abril. Segundo o horóscopo chinês, foi o ano do Cão, começando a 2 de fevereiro.

| Evento                                                   | Data            | Hora  |
| -------------------------------------------------------- | --------------- | ----- |
| Aquário                                                  | 20 de janeiro   | 15:45 |
| Peixes                                                   | 19 de fevereiro | 06:09 |
| primavera no hemisfério norte e outono no hemisfério sul |                 |       |
| Carneiro/equinócio                                       | 21 de março     | 05:33 |
| Touro                                                    | 20 de abril     | 17:03 |
| Gémeos                                                   | 21 de maio      | 16:34 |
| verão no hemisfério norte e inverno no hemisfério Sul    |                 |       |
| Caranguejo/solstício                                     | 22 de junho     | 00:45 |
| Leão                                                     | 23 de julho     | 11:38 |
| Virgem                                                   | 23 de agosto    | 18:27 |
| Outono no Hemisfério Norte e Primavera no Hemisfério Sul |                 |       |
| Balança/equinócio                                        | 23 de setembro  | 15:41 |
| Escorpião                                                | 24 de outubro   | 00:35 |
| Sagitário                                                | 22 de novembro  | 21:47 |
| inverno no hemisfério norte e verão no hemisfério sul    |                 |       |
| Capricórnio/solstício                                    | 22 de dezembro  | 10:54 |

| UTC: Portugal Continental, Madeira, Guiné-Bissau e São Tomé e Príncipe Subtrair (-): 1 h nos Açores e Cabo Verde 2 h nas Ilhas oceânicas brasileiras 3 h em Brasília, em Goiás, na Amazônia Oriental Brasileira e no nordeste, sudeste e sul brasileiros 4 h na Amazônia Ocidental Brasileira, Mato Grosso e Mato Grosso do Sul 5 h no Acre e sudoeste do Amazonas Adicionar (+): 1 h em Angola e Guiné Equatorial 2 h em Moçambique 8 h em Macau 9 h em Timor-Leste. |
| Adicionar uma hora durante a vigência do horário de verão: Portugal Continental : De 7 de abril a 6 de outubro de 1946 |

| Ano completo                       |
| ---------------------------------- |
| Ano comum com início à terça-feira |

| Ano completo                       |
| ---------------------------------- |
| Ano comum com início à terça-feira |

## Eventos

1 de Janeiro: Extinção da Força Expedicionária Brasileira (FEB).

### Janeiro
- 1 de janeiro - Extinção da Força Expedicionária Brasileira (FEB).
- 11 de janeiro - Enver Hoxha  proclama a República Popular da Albânia após a queda do rei Zog.
- 31 de Janeiro - Assume o 16º Presidente do Brasil, Marechal Eurico Gaspar Dutra. Iniciam-se os trabalhos da Assembleia Nacional Constituinte.

### Fevereiro
- 1 de Fevereiro
  - Trygve Lie da Noruega é escolhido para ser o primeiro secretário-geral das Nações Unidas.
  - Parlamento da Hungria aboliu a monarquia após nove séculos e proclama a República da Hungria.

### Março
- Março - Deputado Barreto Pinto, do PTB, encaminha denúncia ao Tribunal Superior Eleitoral contra o PCB, alegando o caráter ditatorial e internacionalista da agremiação e pedindo a cassação de seu registro.[1]
- 2 de março - Ho Chi Minh é eleito presidente do Vietnã do Norte.

### Abril
- 30 de Abril - Proibição dos jogos de azar no Brasil, pelo Decreto-lei 9 215.[2]

### Maio
- 15 de Maio - Incidente no Canal de Corfu.

### Junho
- 4 de Junho - Juan Domingo Perón assume a presidência da Argentina.

### Julho
- 4 de julho - A independência das Filipinas é reconhecida.
- 6 de junho - É fundada a Basketball Association of América (BAA), atual NBA.
- 5 de julho - O estilista Louis Réard exibiu em uma piscina de Paris sua mais nova criação: o biquíni.[3]
- 21 de julho - então presidente da Bolívia, Gualberto Villarroel Lopéz, se suicida no palácio queimado.

### Setembro
- 18 de Setembro - É promulgada a nova Constituição do Brasil.

## Nascimentos
- 6 de janeiro - Cheng Pei-pei, atriz chinesa (m. 2024).
- 2 de fevereiro - Alpha Oumar Konaré, presidente do Mali de 1992 a 2002.
- 30 de abril - Carlos XVI Gustavo da Suécia, Rei da Suécia desde 1973.
- 17 de maio - Peter Hinwood, ator e modelo inglês.
- 20 de maio - Cher, cantora e atriz estadunidense.
- 14 de junho - Donald Trump, político e 45°, e atual presidente dos Estados Unidos.
- 17 de junho - Eduardo Camaño, político e presidente interino da Argentina em 2001 e 2002.
- 20 de junho - Xanana Gusmão, 1º presidente do Timor-Leste.
- 1 de julho - Alceu Valença, cantor e compositor brasileiro.
- 6 de julho
  - George W. Bush, político, presidente dos Estados Unidos de 2001 até 2009.
  - Sylvester Stallone, ator, roteirista e diretor americano.
- 9 de julho  - Bon Scott, vocalista do AC/DC (m. 1980).
- 12 de julho - Almir Guineto, sambista e compositor brasileiro (m. 2017).
- 22 de julho - Mireille Mathieu , grande cantora francesa.
- 11 de agosto - Óscar Berger, presidente da Guatemala de 2004 a 2008.
- 19 de agosto - Bill Clinton, político, presidente dos EUA de 1993 a 2001.
- 20 de agosto - José Wilker, ator, diretor e dramaturgo brasileiro (m. 2014)
- 29 de agosto - Dimítris Christófias, presidente de Chipre de 2008 até 2013.
- 1 de setembro - Roh Moo-hyun, presidente da Coreia do Sul de 2003 a 2008 (m. 2009).
- 5 de setembro - Freddie Mercury, vocalista da banda Queen de 1970 a 1991 (m. 1991).
- 14 de outubro - François Bozizé, presidente da República Centro-Africana de 2003 a 2013.
- 15 de outubro - Richard Carpenter, músico, cantor e compositor  norte americano.
- 4 de dezembro - Bedeu, cantor e compositor da MPB e do samba-rock brasileiro (m. 1999).
- 12 de dezembro - Emerson Fittipaldi, piloto brasileiro de fórmula 1.[4]

## Mortes
- 13 de janeiro - Etta McDaniel, atriz americana (n. 1890).
- 9 de fevereiro - Júlio Prestes, político brasileiro, eleito presidente mas não chegou a tomar posse (n. 1882).
- 17 de abril - Juan Bautista Sacasa, presidente da Nicarágua de 1933 a 1936  (n. 1874).
- 21 de julho - Gualberto Villarroel López, presidente da Bolívia de 1943 a 1946 (n. 1882).
- 2 de outubro - Carlos Blanco Galindo, presidente da Bolívia de 1930 a 1931 (n. 1882).
- 15 de outubro - Hermann Göring, político e líder militar alemão (n. 1893).
- 16 de outubro - Alfred Jodl, general alemão, integrante da cúpula do governo nazista (n. 1890).

## Prémio Nobel
- Física - Percy Williams Bridgman[5]
- Literatura - Hermann Hesse[6]
- Química - Fritz Pregl,[7] John Howard Northrop[7] e Wendell Meredith Stanley[7]
- Fisiologia ou Medicina - Hermann J. Muller[8]
- Paz - Emily Greene Balch,[9] John Raleigh Mott[9] e Percy W. Bridgman[9]

## Epacta e idade da Lua
| Epacta gregoriana | 27 (XXVII) |
| Idade da Lua      | Letra H    |

## Por tema
- 1946 na arte
- 1946 no Brasil
- 1946 na ciência
- 1946 no cinema
- 1946 no desporto
- Divisões administrativas em 1946
- 1946 na informática
- 1946 no jornalismo
- 1946 na literatura
- 1946 na música
- 1946 na política
- 1946 no teatro
- 1946 na televisão